# Liste der Einträge im National Register of Historic Places im Brazos County
Die Liste der Registered Historic Places im Brazos County führt alle Bauwerke und historischen Stätten im texanischen Brazos County auf, die in das National Register of Historic Places aufgenommen wurden.

## Aktuelle Einträge
| Lfd. Nr. | Name im NRHP                           | Bild | Datum der Eintragung | Adresse/Lage                                                             | Ort   | NRHP-ID  | Beschreibung |
| -------- | -------------------------------------- | ---- | -------------------- | ------------------------------------------------------------------------ | ----- | -------- | ------------ |
| 1        | Allen Academy Memorial Hall            |      | 25. Sep. 1987        | 1100 blk. of Ursuline                                                    | Bryan | 87001603 |              |
| 2        | Allen Block                            |      | 25. Sep. 1987        | 400–422 N. Main                                                          | Bryan | 87001604 |              |
| 3        | Armstrong House-Allen Academy          |      | 25. Sep. 1987        | 1200 Ursuline                                                            | Bryan | 87001606 |              |
| 4        | Bryan Carnegie Library                 |      | 27. Okt. 1976        | 111 S. Main St.                                                          | Bryan | 76002009 |              |
| 5        | Bryan Compress and Warehouse           |      | 25. Sep. 1987        | 911 N. Bryan                                                             | Bryan | 87001609 |              |
| 6        | Bryan Ice House                        |      | 25. Sep. 1987        | 107 E. Martin Luther King                                                | Bryan | 87001610 |              |
| 7        | Bryan Municipal Building               |      | 20. Feb. 2002        | 111 E. 27th St.                                                          | Bryan | 02000116 |              |
| 8        | Cavitt House                           |      | 27. Okt. 1976        | 713 E. 30th St.                                                          | Bryan | 76002010 |              |
| 9        | CSPS Lodge-Griesser Bakery             |      | 25. Sep. 1987        | 304 N. Logan                                                             | Bryan | 87001611 |              |
| 10       | Dr. William Holt Oliver House          |      | 25. Sep. 1987        | 602 W. Twenty-sixth                                                      | Bryan | 87001640 |              |
| 11       | E. A. Kemp House                       |      | 25. Sep. 1987        | 606 W. Seventeenth                                                       | Bryan | 87001636 |              |
| 12       | E. J. Blazek House                     |      | 25. Sep. 1987        | 409 W. Thirtieth                                                         | Bryan | 87001608 |              |
| 13       | East Side Historic District            |      | 25. Sep. 1987        | Roughly bounded by Houston, Twenty-ninth, Haswell, and E. Thirtieth Sts. | Bryan | 87001613 |              |
| 14       | Edward J. Jenkins House                |      | 25. Sep. 1987        | 607 E. Twenty-seventh                                                    | Bryan | 87001633 |              |
| 15       | English-Dansby House                   |      | 25. Sep. 1987        | 204 W. Twenty-eighth                                                     | Bryan | 87001615 |              |
| 16       | English-Poindexter House               |      | 25. Sep. 1987        | 206 W. Twenty-eighth                                                     | Bryan | 87001616 |              |
| 17       | Eugene Edge House                      |      | 25. Sep. 1987        | 609 S. Ennis                                                             | Bryan | 87001614 |              |
| 18       | First Baptist Church                   |      | 30. Aug. 1994        | 201 S. Washington                                                        | Bryan | 87001617 |              |
| 19       | First National Bank and Trust Building |      | 25. Sep. 1987        | 120 N. Main                                                              | Bryan | 87001618 |              |
| 20       | First State Bank and Trust Building    |      | 25. Sep. 1987        | 100 W. Twenty-fifth                                                      | Bryan | 87001619 |              |
| 21       | House at 109 N. Sterling               |      | 25. Sep. 1987        | 109 N. Sterling                                                          | Bryan | 87001623 |              |
| 22       | House at 1401 Baker                    |      | 25. Sep. 1987        | 1401 Baker                                                               | Bryan | 87001621 |              |
| 23       | House at 407 N. Parker                 |      | 25. Sep. 1987        | 407 N. Parker                                                            | Bryan | 87001624 |              |
| 24       | House at 600 N. Washington             |      | 25. Sep. 1987        | 600 N. Washington                                                        | Bryan | 87001626 |              |
| 25       | House at 603 E. Thirty-first           |      | 25. Sep. 1987        | 603 E. Thirty-first                                                      | Bryan | 87001627 |              |
| 26       | House at 604 E. Twenty-seventh         |      | 25. Sep. 1987        | 604 E. Twenty-seventh                                                    | Bryan | 87001629 |              |
| 27       | Humpty Dumpty Store                    |      | 25. Sep. 1987        | 218 N. Bryan                                                             | Bryan | 87001631 |              |
| 28       | J. M. Jones House                      |      | 25. Sep. 1987        | 812 S. Ennis                                                             | Bryan | 87001634 |              |
| 29       | James O. Chance House                  |      | 25. Sep. 1987        | 102 S. Parker                                                            | Bryan | 87001612 |              |
| 30       | La Salle Hotel                         |      | 26. Mai 2000         | 120 S. Main St.                                                          | Bryan | 00000555 |              |
| 31       | McDougal-Jones House                   |      | 25. Sep. 1987        | 600 E. Twenty-seventh                                                    | Bryan | 87001637 |              |
| 32       | Milton Parker House                    |      | 25. Sep. 1987        | 200 S. Congress                                                          | Bryan | 87001642 |              |
| 33       | Minnie Zulch Zimmerman House           |      | 25. Sep. 1987        | 308 N. Washington                                                        | Bryan | 87001650 |              |
| 34       | Moore House                            |      | 25. Sep. 1987        | 500 E. Twenty-fifth                                                      | Bryan | 87001638 |              |
| 35       | Noto House                             |      | 25. Sep. 1987        | 900 N. Parker                                                            | Bryan | 87001639 |              |
| 36       | Old Sinclair Station                   |      | 25. Sep. 1987        | 507 S. Texas                                                             | Bryan | 87001644 |              |
| 37       | Parker Lumber Company Complex          |      | 25. Sep. 1987        | 419 N. Main                                                              | Bryan | 87001641 |              |
| 38       | R. O. Allen House-Allen Academy        |      | 25. Sep. 1987        | 1120 Ursuline                                                            | Bryan | 87001605 |              |
| 39       | R. Q. Astin House                      |      | 25. Sep. 1987        | 508 W. Twenty-sixth                                                      | Bryan | 87001607 |              |
| 40       | Roy C. Stone House                     |      | 25. Sep. 1987        | 715 E. Thirty-first                                                      | Bryan | 87001649 |              |
| 41       | Saint Andrew's Episcopal Church        |      | 25. Sep. 1987        | 217 W. Twenty-sixth                                                      | Bryan | 87001646 |              |
| 42       | Saint Anthony's Catholic Church        |      | 25. Sep. 1987        | 306 S. Parker                                                            | Bryan | 87001647 |              |
| 43       | Sausley House                          |      | 25. Sep. 1987        | 700 N. Washington                                                        | Bryan | 87001643 |              |
| 44       | Smith-Barron House                     |      | 20. Juni 1988        | 100 S. Congress                                                          | Bryan | 87001645 |              |
| 45       | Temple Freda                           |      | 22. Sep. 1983        | 205 Parker St.                                                           | Bryan | 83003128 |              |
| 46       | Walter J. Higgs House                  |      | 25. Sep. 1987        | 609 N. Tabor                                                             | Bryan | 87001620 |              |